# С-24

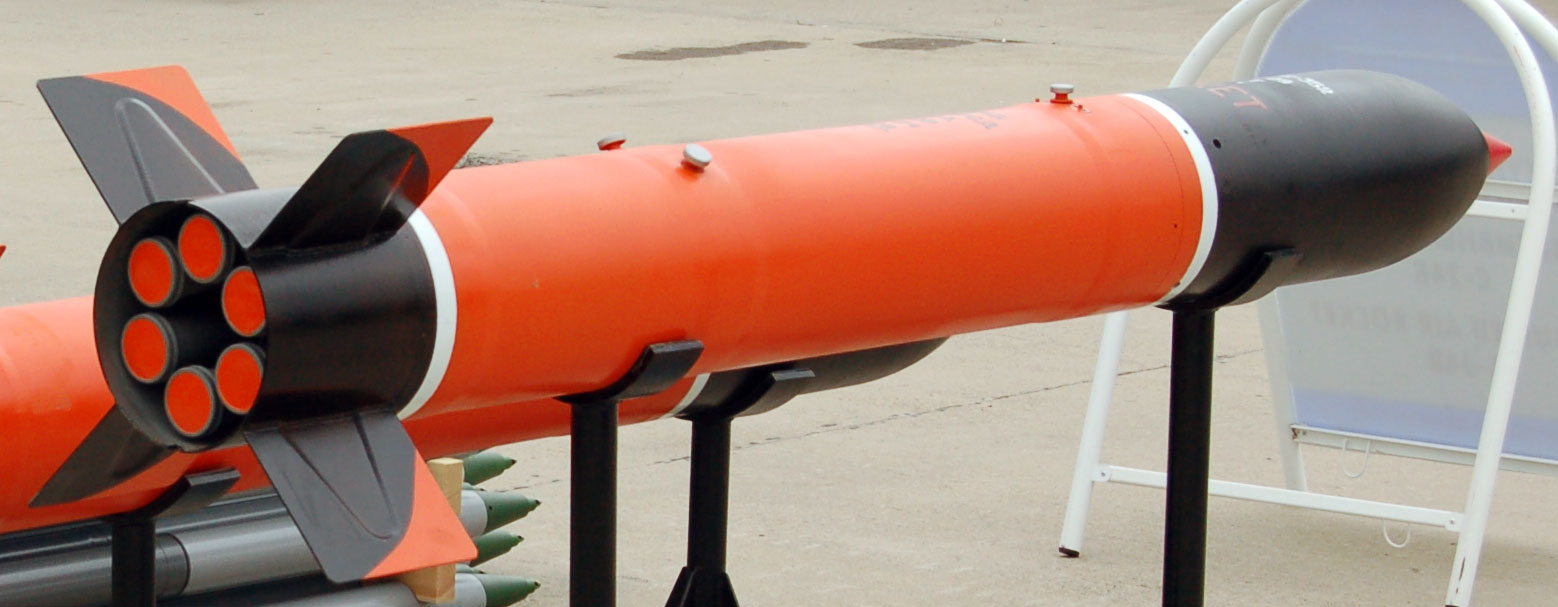
НАР С-24Б (вид сзади)

С-24 (индекс УВ ВВС — 9-А-357, словесное название «Буран») — советская/российская неуправляемая авиационная ракета калибра 240 мм, разработанная в филиале НИИ-1 под руководством М. А. Ляпунова. Механические взрыватели были разработаны Научно-исследовательским технологическим институтом в Балашихе. Ракета принята на вооружение 22 августа 1960 г.
НАР С-24 предназначены для уничтожения техники и живой силы противника. Ракета серийно выпускается с 1960 года. Данными ракетами оснащаются различные типы самолётов.

## Модификации
- С-24Б (индекс УВ ВВС — 9-А-744) — беспламенная, принята на вооружение в 1975 г.[1]

## Тактико-технические характеристики
- Калибр: 240 мм
- Длина: 2330 мм
- Размах оперения: 600 мм
- Масса ракеты: 235 кг
- Боевая часть: осколочно-фугасная
  - Масса БЧ: 123 кг
- Скорость полёта: 430 м/с
- Дальность пуска: 2000 м
- Точность (КВО): 0,3-0,4 % от дальности[3]